# 教会会议

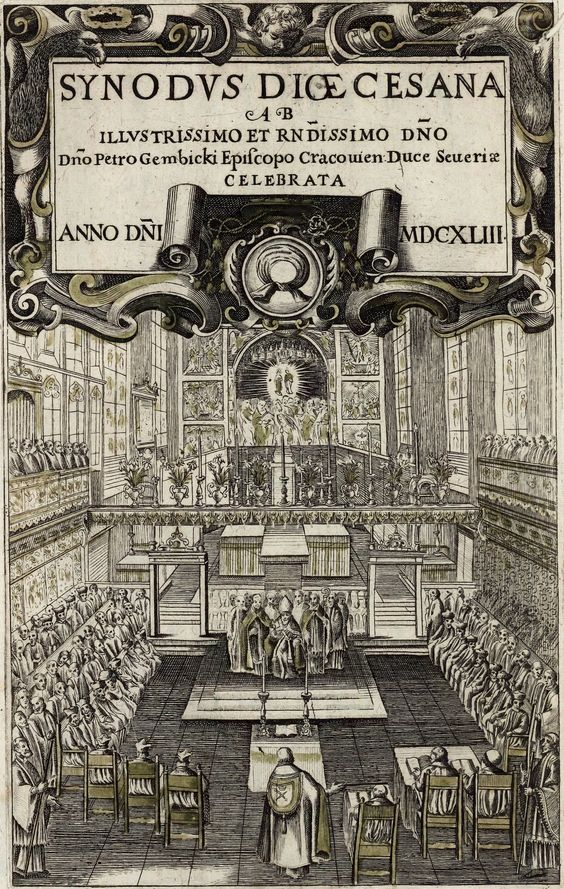
1643年克拉科夫的主教会议

教會會議（拉丁語：Synodus）通常爲教義、行政管理、教會傳統、習俗等問題的討論而召集。其詞源自希臘語，意為會議或集會。